# 埃申錫彭河
51°15′14″N 7°14′17″E / 51.25389°N 7.23806°E
埃申錫彭河（德語：Eschensiepen），是德國的河流，位於該國西部，流經北萊茵-威斯特法倫州，屬於伍珀河的左支流，河道全長0.7公里，河畔城鎮有伍珀塔爾。